# Chapelle Sainte-Eugénie de Moingt
Pour les articles homonymes, voir chapelle Sainte-Eugénie.
La chapelle Sainte-Eugénie de Moingt est la chapelle d'un prieuré, construite au xive siècle sur des vestiges des thermes gallo-romains d'Aquis Segete à Moingt, partie de la commune française de Montbrison et classée monument historique en 1992.

## Localisation
La chapelle Sainte-Eugénie et les restants du prieuré sont situés au 13 avenue Thermale, dans l'ancienne commune de Moingt (Montbrison), département de la Loire, en région Auvergne-Rhône-Alpes,,.
Historiquement, la chapelle est le long de la voie Bolène, qui suit au Moyen Âge le trajet d'une voie antique menant au sud à Saint-Paulien près du Puy et plus loin à Toulouse d'une part, la via Aquitania et Bordeaux d'autre part. Vers le nord elle mène à Feurs, l'ancienne Forum Segusiavorum où passe la voie menant de Lyon à Saintes en passant par Clermont-Ferrand,. Feurs n'est qu'à 21 km (les 9 lieues gauloises indiquées sur la table de Peutinger), une petite journée d'étape (à pied) depuis Moingt.

## Description
C'est une chapelle de style gothique constituée d'une nef à deux travées éclairées par deux lancettes au nord et une au sud, côté sur lequel est accolé un bâtiment qui remplace le presbytère. Le porche encadré de deux colonnes avec chapiteaux supportant un arc en ogive est surmonté d'un tympan avec trois baies trilobées. Au-dessus de la façade subsiste la base d'un clocher-mur. Une ancienne habitation, aménagée dans une partie du prieuré, prolonge la chapelle à l'extrémité est.

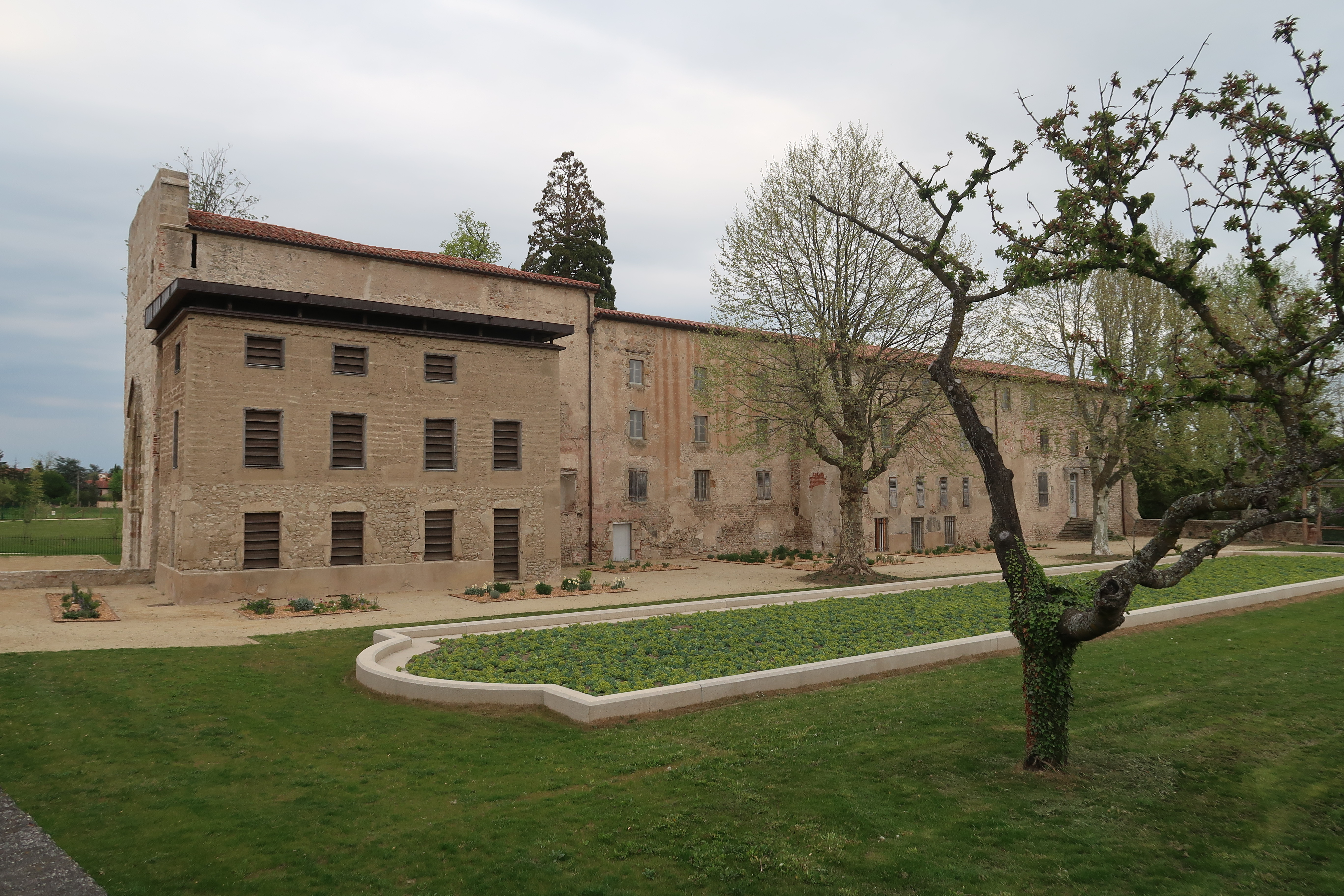
Prieuré et reconstitution de la piscine antique
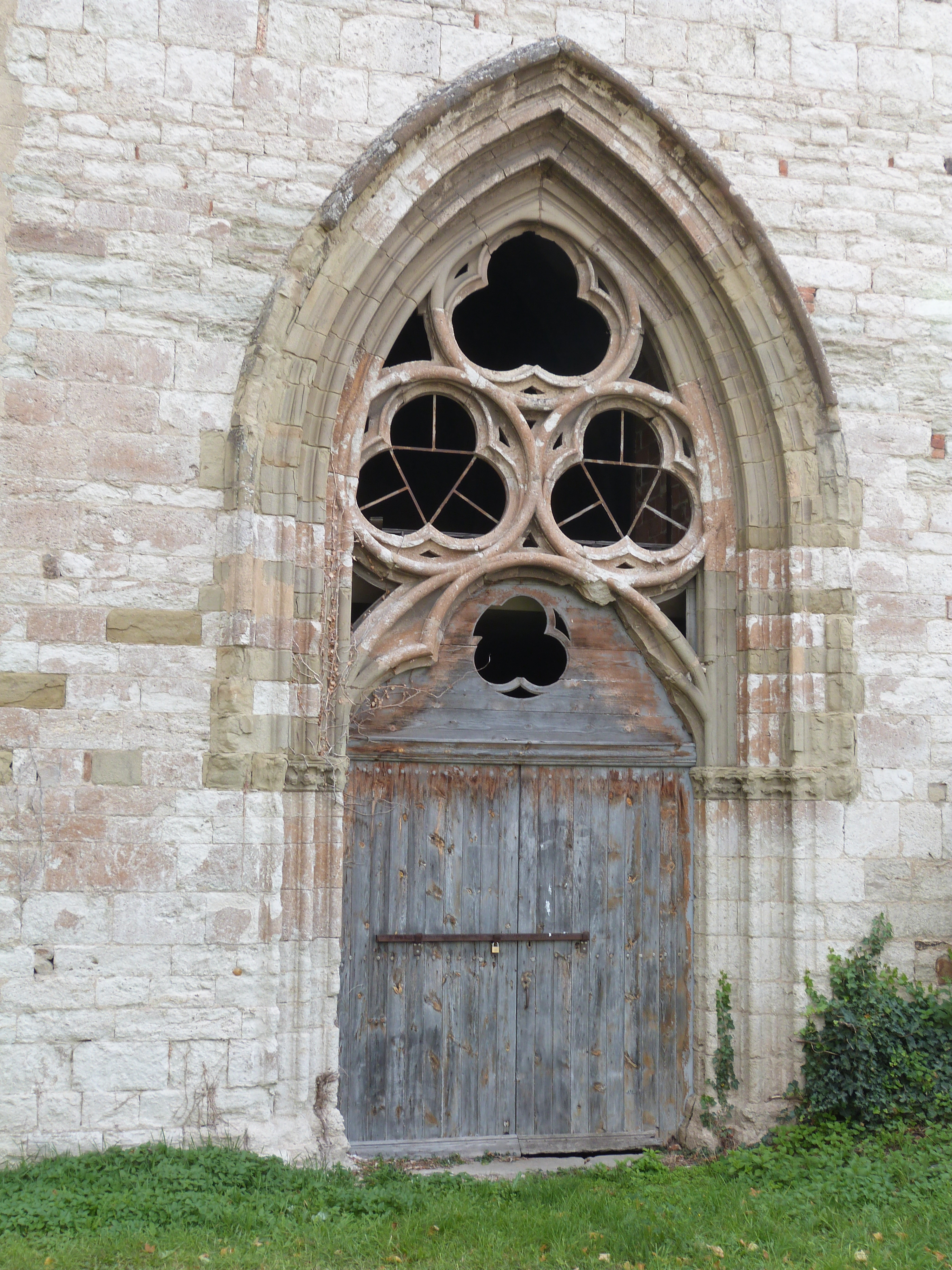
Portail

## Historique
Moingt est l'antique Aquis Segete, une des cinq villes thermales gauloises indiquées par un logo sur la table de Peutinger (d'autres villes thermales sont mentionnées, sans logo et uniquement comme étapes entre deux lieux). 
Au cours du XIIIe siècle, à proximité de la cité moyenâgeuse édifiée sur les ruines des monuments antiques, l'abbaye bénédictine de la Chaise-Dieu achète à des laïcs la « seigneurie du Palais », qui se résume essentiellement à une grange dîmière comportant des vignes pour moitié. Ce même XIIIe siècle, l'abbaye construit à l'emplacement des thermes. un prieuré bénédictin qui garde ledit statut de grange dîmière jusqu'à la Révolution. Au XIVe siècle une chapelle dédiée à Sainte-Eugénie y est adjointe. La première mention connue de l'église (Sainte-Eugénie) date de 1340 ; le nom « Sainte-Eugénie » est mentionné en 1553 et 1671.
Après la révolution, les bâtiments sont occupés par des religieuses Clarisses chassées de leur monastère du centre de Montbrison. Puis, en 1851, le prieuré est occupé par un atelier de tissage qui ne perdure que quelques années. Il devient ensuite une maison d'habitation. 
Les bâtiments sont abandonnés et tombent en ruine au cours du xxe siècle. En 2016, d'importants travaux engagés par la ville de Montbrison permettent de restaurer la chapelle et reconstruire l'aumônerie qui y est accolée.
La chapelle et les bâtiments du prieuré sont classés au titre des monuments historiques le 14 décembre 1992.